# Ahmad Naser Sarmast
Ahmad Naser Sarmast, född 1963, är en afghan-australisk musiketnolog. Han är grundare av Afghanistan National Institute of Music.
I juni 2018 var Sarmast i Stockholm för att ta emot Polarpriset, som tilldelats hans institut.